# 城西大学薬用植物園
城西大学薬用植物園（じょうさいだいがくやくようしょくぶつえん）は、埼玉県入間郡毛呂山町に所在する薬用植物園である。

## 歴史
1973年に、城西大学薬学部設立と同時に開設。1980年には日本植物園協会に加盟した。2015年には大学の創立50周年を記念し、坂戸キャンパス隣接地の毛呂山町大字下川原に移転した。

## 概要
所在地は埼玉県入間郡毛呂山町大字下川原字西川1057番地で、最寄駅は東武越生線川角駅。城西大学の坂戸キャンパスは隣接する坂戸市けやき台1-1に位置する。植物園の面積は6,000m2で、111.44m2の低屋温室と83.25m2の高屋温室を備える。保有する植物数は約800種。温室ではバニラやシナモン、マンゴーなど。平地ではイカリソウやオウレンなどを栽培する。分類体系は新エングラー体系が採用されている。

## 研究
日本植物園協会の共同栽培研究に参加し、ムラサキ、シャクヤク、コガネバナの研究を行った。埼玉県の天然記念物であるユリ科の植物「ステゴビル」の保存・栽培を行っている点も特筆される。